# Ruud Geels
Geertruida „Ruud“ Maria Geels známý jako Ruud Geels (28. července 1948 Haarlem, Nizozemsko – 18. listopadu 2023) byl nizozemský fotbalista a reprezentant. Hrával na pozici druhého útočníka nebo ofenzivního záložníka. S 265 góly je druhým nejlepším střelcem Eredivisie v historii, před ním je pouze Willy van der Kuijlen (311 gólů).

## Klubová kariéra
Vedle Ronalda Koemana je jedním z mála hráčů, kteří působili ve všech klubech nizozemské „silné trojky“ – AFC Ajax, Feyenoord a PSV Eindhoven.
Od roku 1966 do roku 2013 držel rekord jako nejmladší hráč (17 let a 234 dní), který vstřelil hattrick v Eredivisie (jeho SC Telstar proti MVV Maastricht, výhra 3:1). 10. srpna 2013 jej překonal Belgičan marockého původu Zakaria Bakkali, kterému se podařilo nastřílet tři branky v nizozemské první lize v utkání s NEC Nijmegen (výhra 5:0).
Ruud Geels se stal celkem pětkrát nejlepším střelcem nizozemské ligy:
- v dresu Ajaxu Amsterdam během sezóny 1974/75 vsítil 30 branek.[5]
- v dresu Ajaxu Amsterdam během sezóny 1975/76 vsítil 29 branek.[6]
- v dresu Ajaxu Amsterdam během sezóny 1976/77 vsítil 34 branek.[7]
- v dresu Ajaxu Amsterdam během sezóny 1977/78 vsítil 30 branek.[8]
- v dresu Sparty Rotterdam během sezóny 1980/81 vsítil 22 branek.[9]

## Reprezentační kariéra
Za nizozemskou fotbalovou reprezentaci odehrál v letech 1974–1981 celkem 20 zápasů, v nichž vstřelil 11 gólů. Byl v kádru úspěšného nizozemského týmu, který skončil stříbrný na Mistrovství světa 1974 v Západním Německu, když ve finále podlehl domácímu mužstvu 1:2. Hrál i na Mistrovství Evropy 1976 v Jugoslávii, kde Nizozemsko prohrálo v semifinále s Československem a v boji o třetí místo porazilo Jugoslávii. I přes Geelsovy nesporné střelecké kvality dostávali v reprezentaci často přednost jiní útočníci (zejména Rob Rensenbrink, Johnny Rep, Dick Nanninga).